# 李且壽
李且壽（韓語：이차수，1957年6月6日—2020年3月9日）是一名韩国政治人物和民间社会活动家，他曾促使位於大邱的K-2空军基地搬迁。搬遷後的機場改造為現今的大邱国际机场。
他曾担任大邱北区议会主席，並因一场车祸導致肺功能受损。後來他因感染2019冠状病毒病于2020年3月9日在大邱北区漆谷慶北大學校病院去世，享年63岁。